# Bocaranga Airport
Bocaranga Airport är en flygplats i Centralafrikanska republiken.   Den ligger i prefekturen Préfecture de l'Ouham-Pendé, i den västra delen av landet, 400 km nordväst om huvudstaden Bangui. Bocaranga Airport ligger 1 054 meter över havet.
Terrängen runt Bocaranga Airport är platt åt sydost, men åt nordväst är den kuperad. Närmaste större samhälle är Bocaranga, 7,0 km norr om Bocaranga Airport.
I omgivningarna runt Bocaranga Airport växer huvudsakligen savannskog. Runt Bocaranga Airport är det glesbefolkat, med 16 invånare per kvadratkilometer.